# 呂号第四十五潜水艦
| 画像をアップロード |                                                                         |
| 艦歴               |                                                                         |
| 計画               | 昭和17年度計画（マル急計画）                                            |
| 起工               | 1942年10月20日                                                          |
| 進水               | 1943年7月21日                                                           |
| 就役               | 1944年1月11日                                                           |
| その後             | 1944年5月1日戦没                                                        |
| 除籍               | 1944年7月10日                                                           |
| 性能諸元           |                                                                         |
| 排水量             | 基準：960トン 常備：1,109トン 水中：1,447トン                           |
| 全長               | 80.50m                                                                  |
| 全幅               | 7.05m                                                                   |
| 吃水               | 4.07m                                                                   |
| 機関               | 艦本式22号10型ディーゼル2基 電動機、2軸 水上：4,200馬力 水中：1,200馬力 |
| 電池               | 1号15型240コ                                                            |
| 速力               | 水上：19.8kt 水中：8.0kt                                                |
| 航続距離           | 水上：16ktで5,000海里 水中：5ktで45海里                                 |
| 燃料               | 重油                                                                    |
| 乗員               | 61名                                                                    |
| 兵装               | 40口径8cm高角砲1門 25mm機銃連装1基2挺 53cm魚雷発射管 艦首4門 魚雷10本   |
| 備考               | 安全潜航深度：80m                                                       |

呂号第四十五潜水艦（ろごうだいよんじゅうごせんすいかん）は、日本海軍の潜水艦。呂三十五型潜水艦（中型）の11番艦。

## 艦歴
- 1942年（昭和17年）10月20日 - 三菱神戸造船所で起工。
- 1943年（昭和18年）7月21日 - 進水
- 1944年（昭和19年）1月11日 - 竣工。舞鶴鎮守府籍に編入[2][3]。
  - 4月15日 - 第6艦隊第34潜水隊に編入[2]。
  - 4月16日 - 呉を出航[2]。
  - 4月27日 - トラック着[2]。
  - 4月30日 - 米機動部隊を迎撃のためトラックを出航[2]。
  - 5月1日 - トラック南方で米軽空母「モンテレー 」の艦載機と米ファラガット級駆逐艦「マクドノー」、フレッチャー級駆逐艦「ステフェン・ポッター」 (USS Stephen Potter, DD-538) との攻撃を受け戦没。浜住艦長以下74名全員が戦死[3][4]。
  - 5月20日 - トラック南方で亡失と認定[5]。

## 歴代艦長
※『艦長たちの軍艦史』452-453頁による。

### 艤装員長
- 不詳

### 艦長
- 浜住芳久 少佐：1944年1月11日 - 5月1日戦死